# Jeune École

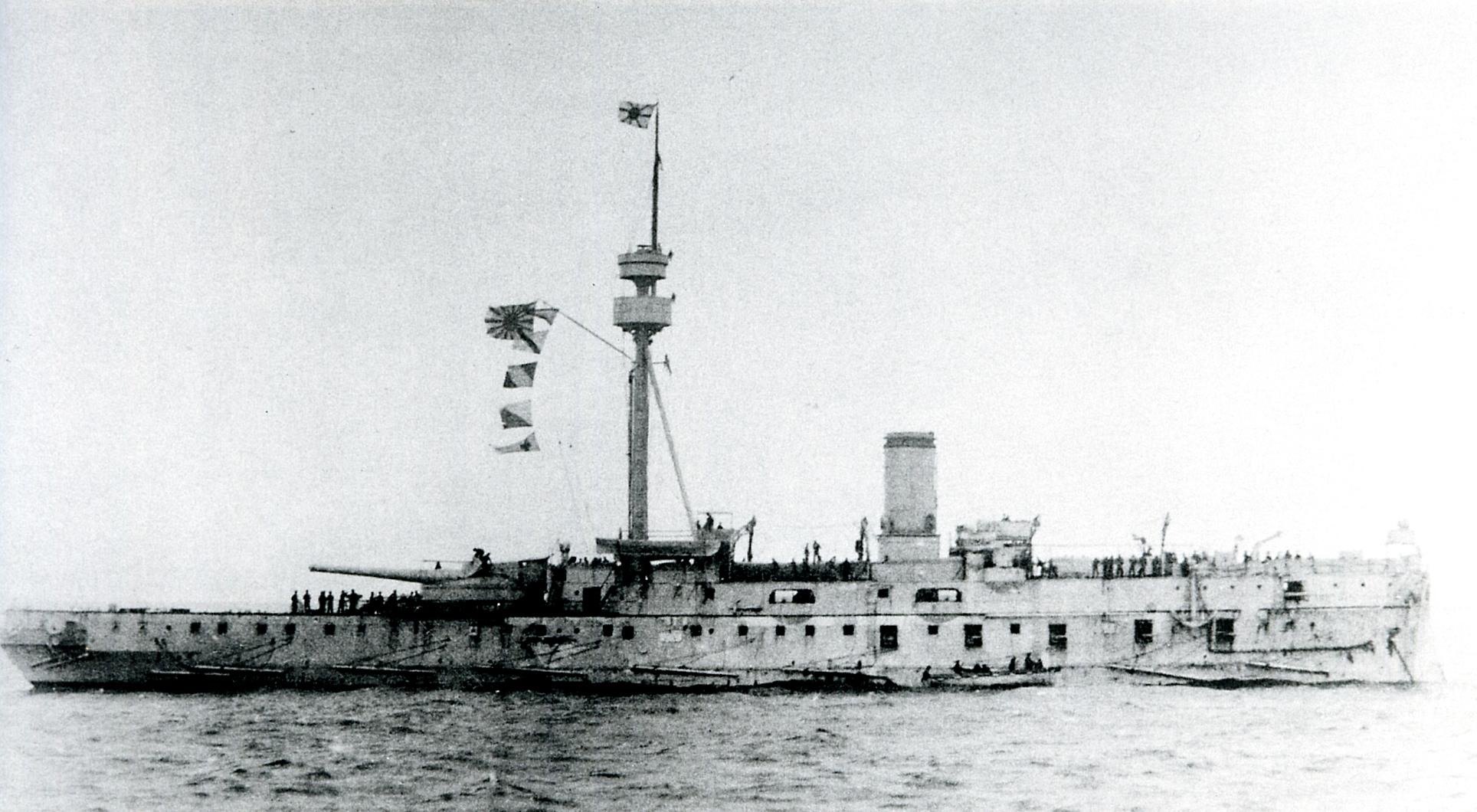
Tuần dương Nhật Matsushima được thiết kế do kỹ sư người Pháp Louis-Émile Bertin dựa trên học thuyết Jeune École

Jeune École ("Trường trẻ") là một khái niệm chiến lược hải chiến được phát triển trong thế kỷ XIX. Nó ủng hộ việc sử dụng hai loại tàu chính: các đơn vị tàu nhỏ, được trang bị vũ khí mạnh mẽ như là tàu phóng lôi để chống lại một hạm đội thiết giáp hạm lớn hơn, và những tàu tấn công thương mại có khả năng chấm dứt khả năng giao thương của quốc gia đối thủ. Ý tưởng được phát triển bởi các nhà lý luận hải quân Pháp: chính phủ Pháp sở hữu hải quân lớn thứ hai trong thời gian đó, và các nhà lý luận mong muốn chống lại sức mạnh của Hải quân Hoàng gia Anh là lớn nhất bấy giờ. 

## Các đơn vị nhỏ chống lại thiết giáp hạm
Một trong những người ủng hộ đầu tiên của học thuyết Jeune École là tướng pháo binh Henri-Joseph Paixhans, người đã phát minh ra đạn nổ cho súng tàu chiến trong những năm 1820. Ông ủng hộ việc sử dụng những khẩu súng mạnh mẽ này trên nhiều tàu chiến hơi nước cỡ nhỏ và tin rằng có thể sử dụng chúng để phá hủy các thiết giáp hạm lớn hơn chúng nhiều.

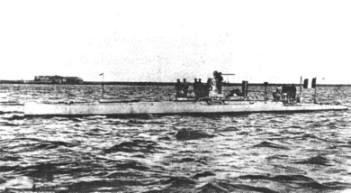
Tàu ngầm Pháp Narval

Sau đó,Hải quân Pháp đã phát triển khái niệm một cách công phu hơn khi họ bắt đầu thí nghiệm với ngư lôi và tàu phóng lôi. Hải quân Pháp đã trở thành một trong những người ủng hộ mạnh nhất của hệ thống chiến đấu này vào cuối thế kỷ XIX. Những thắng lợi hàng hải của Hải quân Pháp chống lại Trung Quốc trong cuộc Chiến tranh Trung-Pháp năm 1883–85 cũng có xu hướng xác nhận tiềm năng của các tàu phóng lôi chống hải quân thông thường.
Pháp cũng rất tích cực trong việc phát triển một hạm đội tàu ngầm, một lần nữa cố gắng dựa vào phát triển kỹ thuật để bù đắp cho ưu thế số lượng của Anh về thiết giáp hạm. Vào đầu thế kỷ XX, Pháp "chắc chắn là hải quân đầu tiên có lực lượng tàu ngầm kỳ cựu". Các biện pháp chống lại hệ thống Jeune École bao gồm đa phần là các tàu khu trục, được thiết kế để ngăn chặn và tiêu diệt các đơn vị tàu phóng lôi nhỏ, đầu tiên là chiếc Destructor. Trong tiếng Pháp, "khu trục" là contre-torpilleur(chống-ngư lôi), còn tiếng Anh, "khu trục"(destroyer) là viết tắt của "tàu diệt tàu phóng lôi"(Torpedo boat destroyer).

## Tàu tấn công thương mại

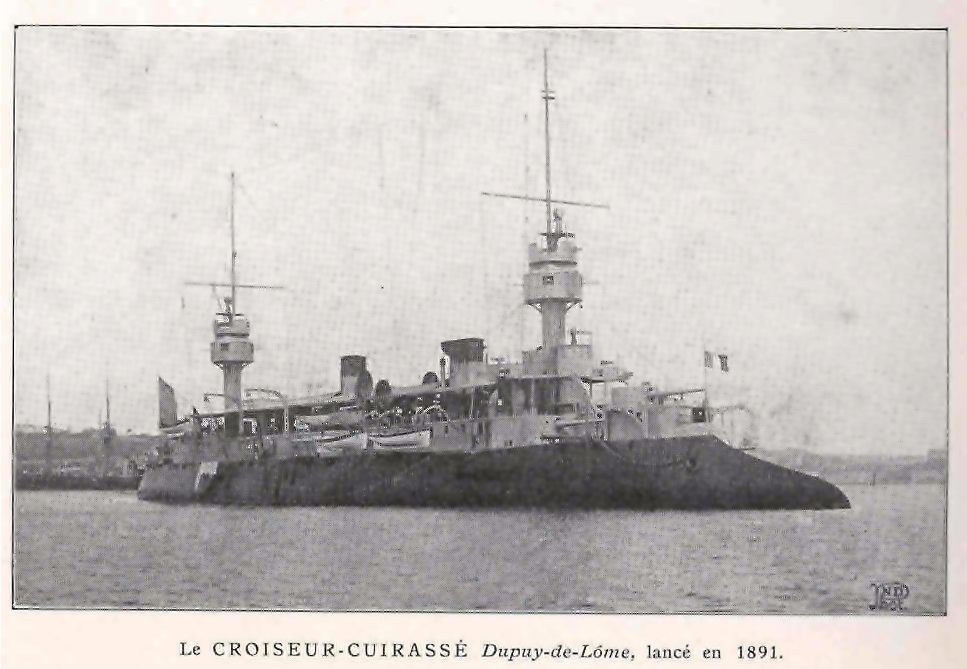
Dupuy de Lôme, một tàu tuần dương bọc thép đời đầu.

Phần cấu thành khác của triết lý Jeune École bao gồm kế hoạch tấn công các tàu thương mại của kẻ thù để cắt giảm giao thương và kinh tế, một chiến thuật được thiết kế đặc biệt chống lại Vương quốc Anh.
Các tàu đột kích, như Dupuy de Lôme được thiết kế cho vai trò này. Dupuy de Lôme, một tàu tuần dương bọc thép, được hạ lườn vào năm 1888, có khả năng chạy tớ 23 hải lý, và được thiết kế để tấn công các tàu thương mại của đối phương trong các cuộc giao tranh kéo dài.

## Ảnh hưởng
Jeune École đặc biệt có ảnh hưởng đến sự phát triển của hải quân nhỏ hơn trong thế kỷ XIX, đặc biệt khi họ cố gắng bù đắp cho những điểm yếu về thiết giáp hạm.
Đô đốc người Anh John "Jackie" Fisher, người sau này trở thành Đệ Nhất Hải Chúa(First Sea Lord) vào năm 1904, đặc biệt ấn tượng bởi những ý tưởng của Jeune École và cảm thấy rằng mối đe dọa của những tàu đột kích nhanh lẹ và đàn tàu ngư lôi làm cho thiết giáp hạm truyền thống quá khó sử dụng. Ông cho rằng tương lai nằm với tàu nhanh với áo giáp nhẹ và súng lớn, được gọi là thiết giáp-tuần dương, và tích cực thúc đẩy mạnh sự phát triển và triển khai quy mô lớn của chúng trong thập kỷ đầu tiên của thế kỷ XX